# HD 116594
HD 116594，又名BD+13 2663，SAO 100553、HR 5053，是一颗恒星，视星等为6.44，位于銀經332.35，銀緯73.39，其B1900.0坐标为赤經13h 19m 33.8s，赤緯+12° 73.39′ 9″。